# Schiffswerften in Dresden

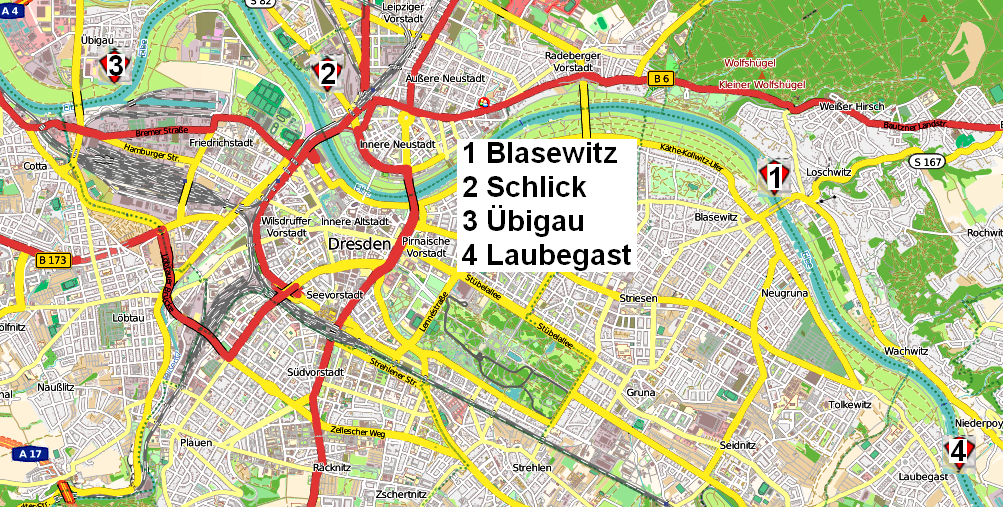
Markierte Werftstandorte

Die ersten Eisenschiffswerften in Dresden entstanden mit Sachsens Industrialisierung im 19. Jahrhundert und der 1861 eingeführten Gewerbefreiheit in Sachsen. Bis 1945 durchliefen die Werften in Dresden eine wechselvolle Entwicklung.

## Dresdener Actien-Maschinenbau-Verein (1836)
Die 1836 gegründete Elbdampfschiffahrts-Gesellschaft erteilte dem Dresdener Actien-Maschinenbau-Verein 1836 den Auftrag zum Bau von drei Raddampfern. Die Gesellschaft hatte das Privileg erhalten, für fünf Jahre Güter und Personen des Elbabschnitts im Königreich Sachsen zu transportieren. Sie begann 1837 mit der Königin Maria den Betrieb. Im Jahr 1838 lieferte der Dresdener Actien-Maschinenbau-Verein die Prinz Albert und die Dresden ab. Die Schiffsrümpfe der Königin Maria und der Prinz Albert waren am Johannstädter Elbufer gebaut und in der Maschinenbauanstalt Übigau mit Maschine und Kessel versehen worden. 1851 übernahm die Königlich priviligirte Sächsische Dampfschiffahrts-Gesellschaft die böhmische Konkurrenz samt Schiffen und nannte sich ab 1867 Sächsisch-Böhmische Dampfschiffahrts-Gesellschaft (SBDG).

## Werften der Sächsisch-Böhmischen Dampfschiffahrts-Gesellschaft (SBDG)

### Werft in Blasewitz (1855–1898)

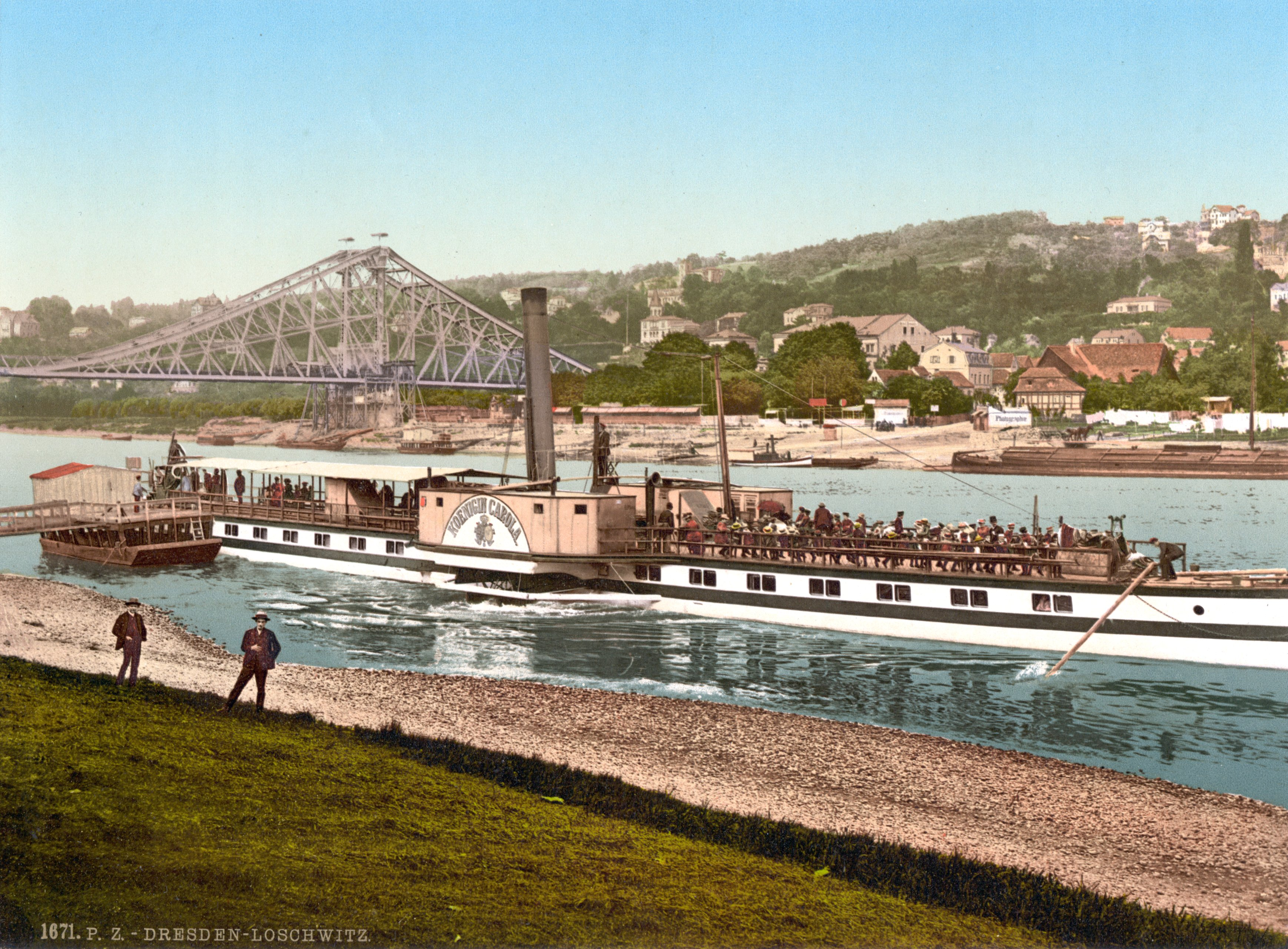
Die 1886 gebaute Königin Carola am Blauen Wunder

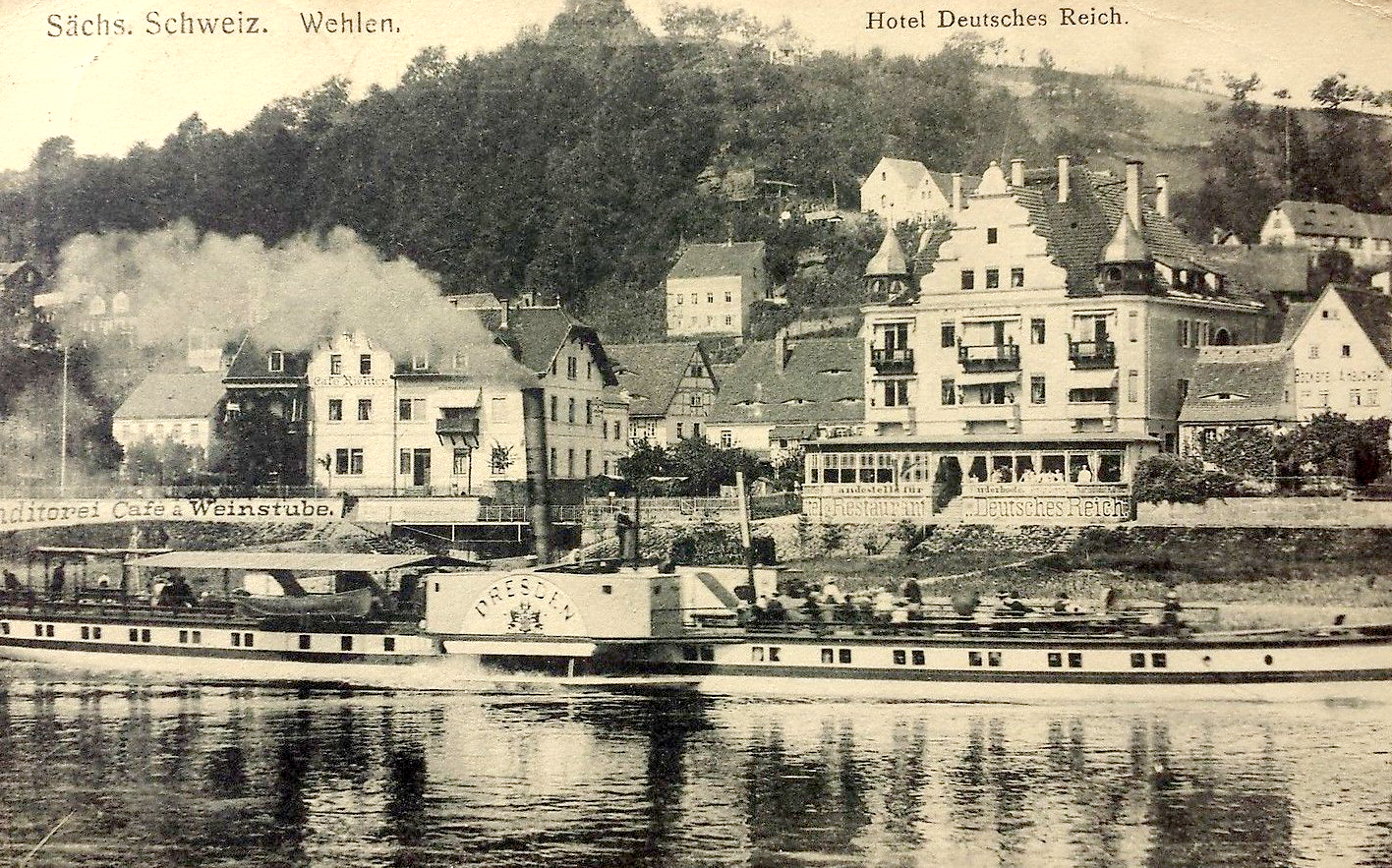
1879 in Blasewitz erbaute Raddampfer Dresden vor dem Hotel "Zum Deutschen Reich" in Stadt Wehlen

Zur Pflege und Reparatur der eigenen Schiffe wurde eine eigene Schiffswerft geplant und errichtet, um unabhängig eigene Schiffe reparieren und umbauen zu können. 1855 erwarb die Gesellschaft in Blasewitz ein Stadtgut mit geeigneten Flächen für eine Reparaturwerft. Auf dem Gelände wurde eine Helling und eine nach heutigen Maßstäben einfache aus im Grund befestigten und ins Wasser führenden (als Schlittenhölzer bezeichneten) Balkenlagen bestehende Schiffsaufzugsanlage mit Handwinden errichtet, um später auch eigene Schiffsneubauten und Landungsbrücken zu erstellen. Kessel und Maschinen sollten nur repariert und nicht konstruiert und gebaut werden. Bald existierten einige Lagerschuppen, die Arbeiten fanden anfangs jedoch nur unter freiem Himmel statt. Etwa 35 Arbeiter und Angestellte wurden beschäftigt. 1863 wurde das erste einfache Gebäude als Werkstatt für die verschiedenen Gewerke errichtet. Ab 1864 kamen ein Kessel und eine Dampfmaschine dazu.
Ab 1857 begann man, auch neue Raddampfer zu bauen. Die ersten drei kamen aufgrund fehlender Infrastruktur noch von anderen Firmen und wurden in Blasewitz nur montiert. Die folgenden Dampfer entstanden weitgehend auf der inzwischen ausgebauten Werft. Da sich das Dorf Blasewitz Ende des 18. Jahrhunderts inzwischen zu einem Villenvorort von Dresden entwickelt hatte, häuften sich Beschwerden wegen Lärm und Ruß. Mit dem Bau der als Blaues Wunder bezeichneten Elbbrücke ab 1891 wurde deutlich, dass die direkt daneben liegende Werft umziehen musste. Bis 1898 entstanden neben der vielen auch auf fremde Rechnung durchgeführten Reparaturaufträge auf dieser frühen Schiffswerft vier Fährdampfer und 44 Personendampfer nach eigenen Entwürfen, die eine Länge bis 61 Meter hatten. Sieben der hier gebauten Personendampfer fahren heute noch. 1879 wurde der Personenraddampfer Dresden als Bau-Nr. 15 auf der Schiffswerft Blasewitz gebaut. Er fährt heute als Stadt Wehlen auf der Oberelbe und ist der älteste Schaufelraddampfer der sächsischen Dampfschifffahrt. Die Gesellschaft fand 1895 in Laubegast ein passendes Grundstück mit 36.000 m² Fläche und verließ den Standort Blasewitz.

### Werft in Laubegast (ab 1897/98)
Nach langwierigen Auseinandersetzungen zur Genehmigung der Werft und der verschiedenen Werftgebäude mit dem Gemeinderat in Laubegast konnte der Werftbetrieb 1898 die Arbeit aufnehmen, vorwiegend zur Pflege und zum Unterhalt des eigenen Schiffparks. Die als Schiffsaufzug bezeichnete Slipanlage war nicht durchgehend, sondern musste am Elbufer für den vorhandenen gepflasterten Leinpfad mit 3,4 m Breite unterbrochen werden. Eine der Auflagen war, dass die Schlittenhölzer der Aufzugslage bei den Hebevorgängen nur bei Tag ausgelegt werden durften. Da zu dieser Zeit die Schlitten, auf denen die Schiffe über Erdwinden mit rund 70 Arbeitskräften im manuellen Betrieb hochgezogen wurden, noch keine Räder (Slip) hatten, dauerte es ein bis zwei Tage, bis das Schiff oben war. Ab 1898 wurde eine Dampfmaschine zur Kraft- und Energieerzeugung angeschafft, auch um eine elektrische Beleuchtungsanlage betreiben zu können.
Der erste Neubau der Werft war der Oberdeckdampfer Auguste Victoria, der 1899 abgeliefert wurde. Bis 1914 entstanden weitere vier Neubauten. Der Schwerpunkt waren jedoch immer Umbauten, Reparaturen und Wartungsarbeiten von jährlich rund 20 Raddampfern und Frachtdampfern der Sächsisch-Böhmischen Dampfschiffahrts-Gesellschaft (SBDG). Insgesamt waren rund 35 Schiffe zu betreuen.

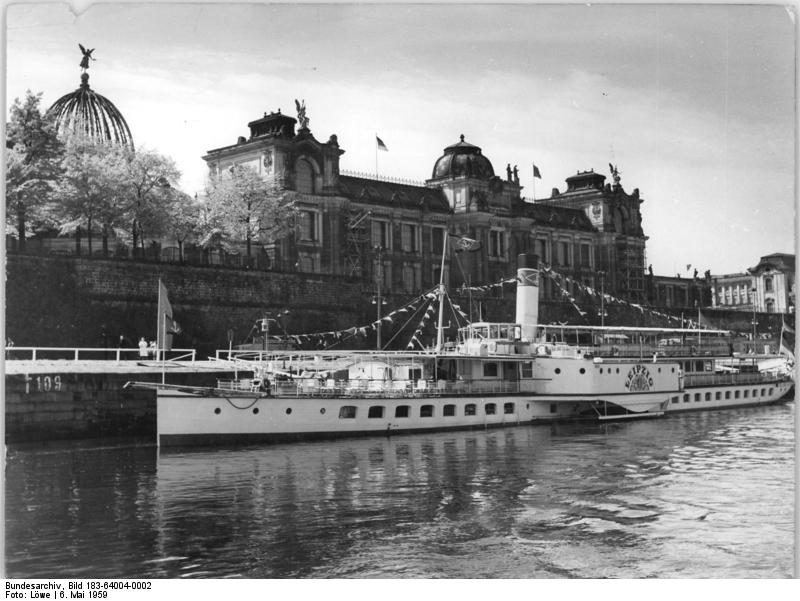
Raddampfer Leipzig (1929 von der Werft in Laubegast) am Terrassenufer in Dresden. Das große Gebäude im Hintergrund ist die Kunstakademie.

Die Gesellschaft fusionierte 1923 mit dem Stichtag 1. Januar 1922 mit der 1907 gegründeten Neue Deutsch-Böhmische Elbeschiffahrt Aktiengesellschaft (NDBG), die vorwiegend im Fracht- und Schleppgeschäft aktiv war. Am 21. März 1923 wurde die (Neue) Sächsisch-Böhmische-Dampfschiffahrts-Gesellschaft (SDBA) mit hälftiger Beteiligung der NDBG neu gegründet. Im Rahmen dieses Zusammenschlusses wurde auch die Werft, die jetzt zwei Flotten zu betreuen hatte, umstrukturiert, personell erweitert und in Schiffswerft und Maschinenfabrik Dresden-Laubegast umbenannt. 1927 wurde eine Slipanlage mit Schienen errichtet, auf denen der Schiffswagen mit geringem Widerstand bewegt werden konnte. Die Winden wurden elektrisch angetrieben und die gesamte Anlage wurde von der WUMAG-Abteilung Schiffswerft Übigau geliefert. In der Inflationszeit gab es nur wenige Aufträge. Der Betrieb versuchte diese Zeit mit dem Bau landwirtschaftlicher Maschinen zu überbrücken. 
Nach dem Konkurs der Übigauer Werft im Jahr 1930 war die Werft in Laubegast zeitweise die einzige leistungsfähige Werft an der Oberelbe. 1929 wurde von der Werft in Laubegast die Leipzig als letzter Raddampfer erbaut. Sie wurde als Konzert- und Luxusdampfer in Dienst gestellt. In den Jahren 1943 bis 1945 wurde die Leipzig als Lazarettschiff eingesetzt. Sie ist der jüngste und zugleich größte Seitenschaufelraddampfer der Sächsischen Dampfschiffahrt. 1936/37 entstand ein verfahrbarer Bockkran auf der Helling, wodurch die vorwiegend manuellen Materialtransporte in diesem Bereich rationeller und schneller durchgeführt werden konnten. Ab 1937 war die Werft auch mit Neubauten wieder gut beschäftigt und in der Kriegszeit wurden zwei Motortanker, Pionierboote in Serie und Druckkörper für U-Boote gebaut.

## Schlicks Werft in der Dresdner Neustadt (1863–1905)

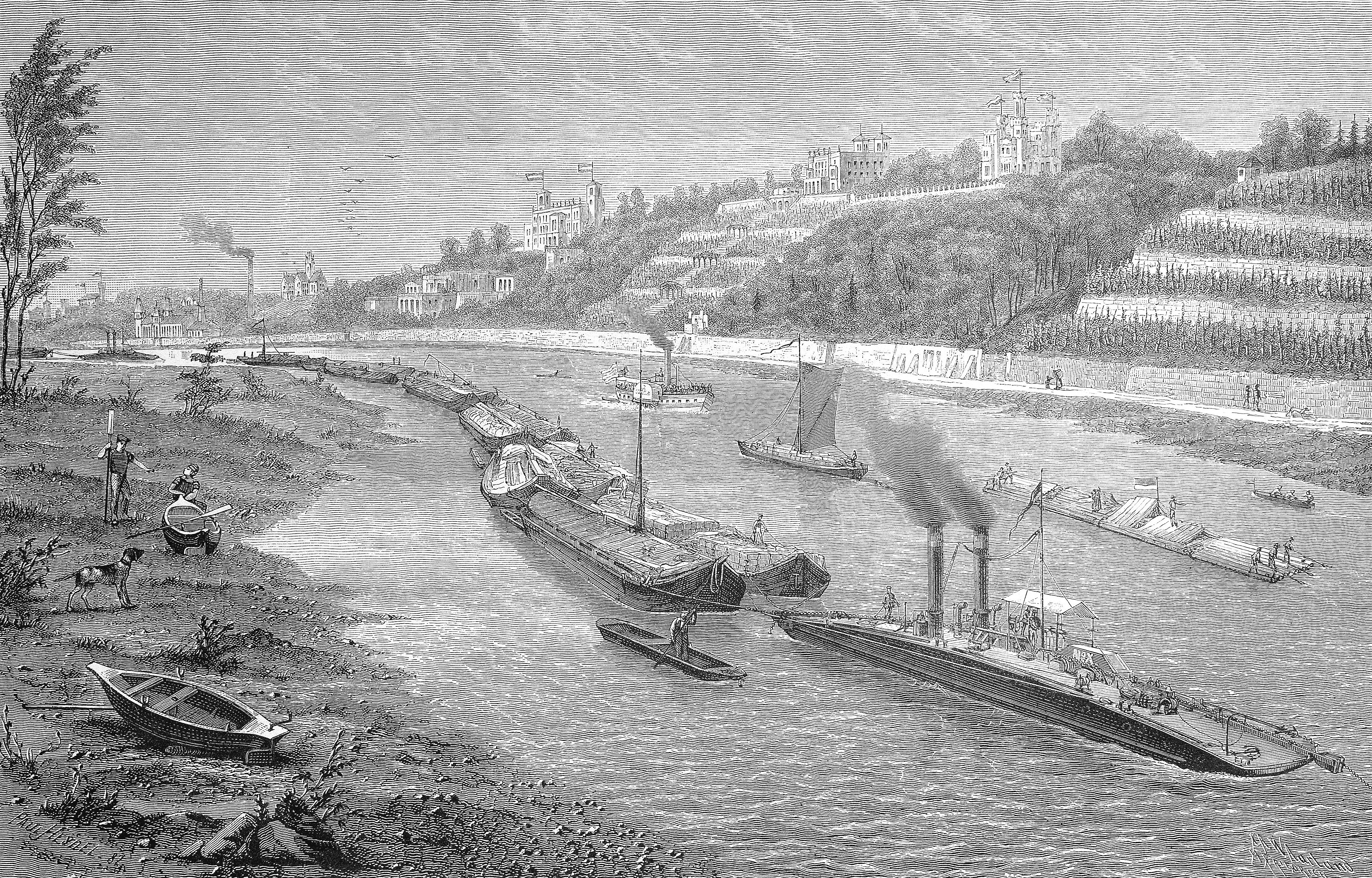
Kettendampfer auf der Elbe bei Dresden

Otto Schlick wurde seiner frühen technischen Begabung folgend Schiffbauingenieur und studierte ab 1858 an der Technischen Bildungsanstalt Dresden, dem Vorläufer der Technischen Hochschule Dresden. 1863 gründete er eine Schiffswerft in Dresden, die sich auf den Bau von Flussschiffen spezialisierte. 1864 stellte er einen Antrag zur Erweiterung seiner auf den Schiffbau lautenden Gewerbeerlaubnis auf den Maschinenbau. Nach der Errichtung einer Helling wurden 1865 ein dreischiffiger Schuppen als Schiffbauwerkstatt und 1868 eine Maschinenbauwerkstatt und ein kleines Beamtenwohnhaus erstellt. 1869 beendete Schlick seine Tätigkeit auf der Werft und ging nach Budapest, die Leitung wurde Herrn Kellner übertragen. Ab 1878 ging die Leitung an Otto Libertz über, der vorher Oberingenieur bei der Norddeutschen Schiffbau-Aktiengesellschaft war. Hier arbeitete Schlick inzwischen als technischer Vorstand.
1872 wurde Schlicks Werft in die Sächsische Dampfschiffahrts- und Maschinenbauanstalt umgewandelt und ging 1884 in den Besitz der Österreichischen Nordwest-Dampfschiffahrt-Gesellschaft (ÖNWDG) über, die in Dresden von Libbertz geleitet wurde. Als Folge entstand ein dreigeschossiges Verwaltungsgebäude und eine neue Maschinenbauhalle. Das Werftgelände wurde 1887 erheblich erweitert und neue Werkstätten, eine Niethalle, eine Schweißerei und Lagerschuppen wurden errichtet. Die Schmiede wurde zur Kesselschmiede umgebaut und die alte Tischlerei und die Schiffbauwerkstatt wurden durch Neubauten ersetzt. Elbseitig entstand am Werftgelände der Neustädter Hafen. Aufgrund von Spekulationsgeschäften des Generaldirektors im Namen der Gesellschaft entstanden Millionenverluste. Deshalb beschloss die Generalversammlung der Aktionäre, die Dampfschiffs- und Maschinenbauanstalt an eine neu zu gründende AG deutschen Rechts mit Sitz in Dresden zu übertragen.
Diese wurde 1899 als Dresdener Maschinenfabrik & Schiffswerft AG Dresden-Neustadt gegründet. Das Grundstück war inzwischen zu klein geworden und daher wurde ab 1905 das Gelände der Übigauer Werft- und Fabrikanlagen gepachtet und 1906 gekauft. Die beiden Werften und Maschinenfabriken wurden zusammengeführt und 1905 erfolgte der Umzug nach Übigau. Damit endete die schiffbauliche Tätigkeit auf dem von Schlick erworbenen Gelände in der Leipziger Straße.

## Werft in Übigau (1873/78–1930)
Die 1871 gegründete „Frachtschiffahrts-Gesellschaft in Dresden“ (FSG) richtete 1873 in Übigau eine Werft ein, in der für die Reederei Reparaturen durchgeführt wurden. Als die 1869 vom Ingenieur Ewald Bellingrath (1838–1903) gegründete „Kettenschleppschiffahrt der Oberelbe“ (KSO) 1877/78 die FSG übernahm, gingen auch deren Schiffe und die 40 Arbeiter beschäftigende Reparaturwerft in den Besitz der KSO über.

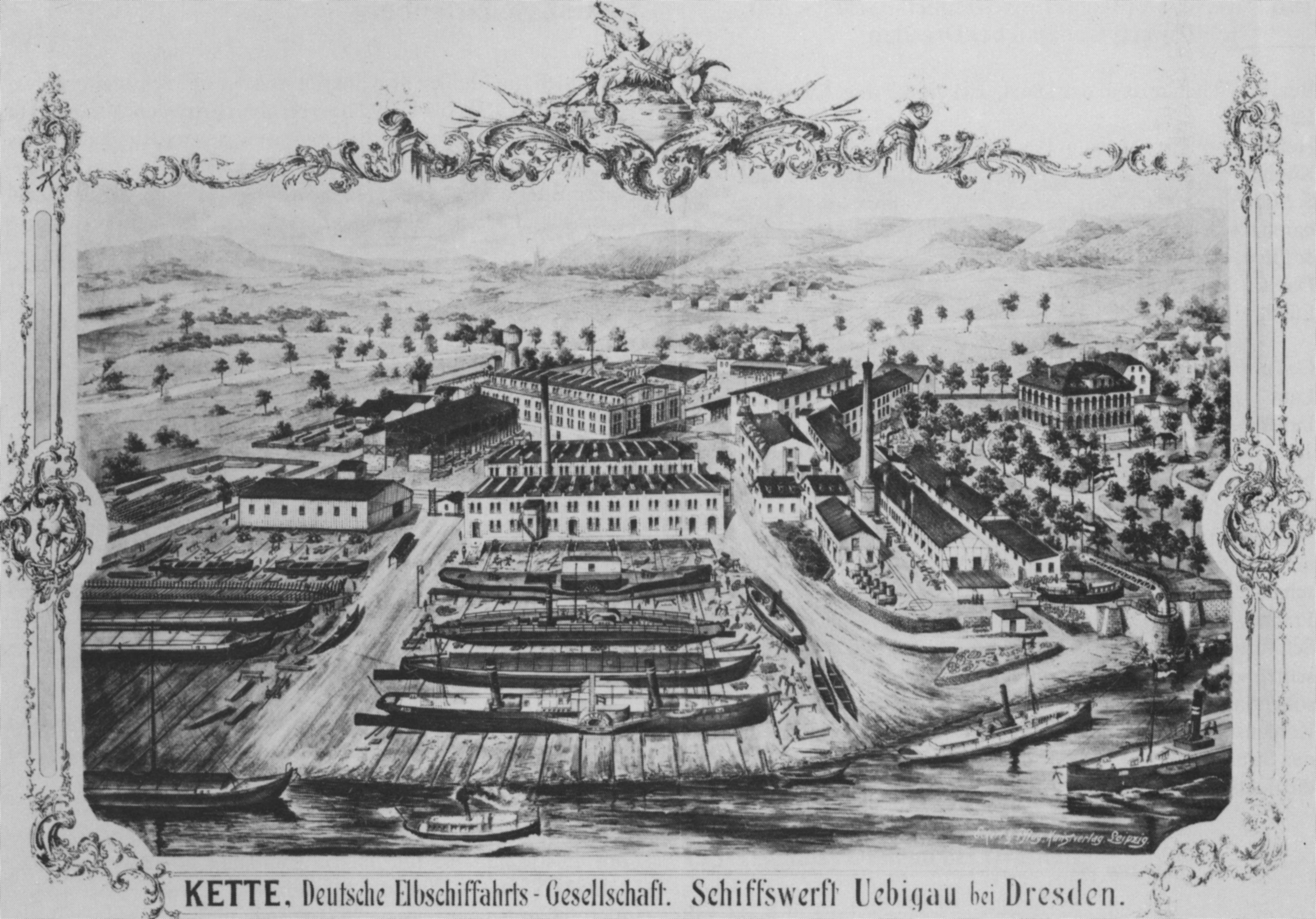
Schiffswerft Übigau, 1892

Bellingrath ließ die Werkstätten der Werft mit den für den Eisenschiff-, Kessel- und Maschinenbau notwendigen Werkzeugen, Einrichtungen und Gebäuden ausstatten sowie eine eigene Eisen- und Metallgießerei errichten. Eine neue Dampfzentrale mit drei Kesseln diente zur Energieversorgung. Neben Reparaturen spielte der Schiffsneubau jetzt eine wichtige Rolle. Um Schiffe auf Land nehmen und zu Wasser lassen zu können, wurde eine Slipanlage mit etwa 500 Tonnen Tragkraft gebaut. Als Nachfolger der KSO übernahm die 1881 gegründete und kurz als „Kette“ bezeichnete „Kette – Deutsche Elbschiffahrts-Gesellschaft“ alle Schiffe und die Werft. Anfangs baute die Werft Schleppkähne vorwiegend für die „Kette“, ab 1881 mit der Königin Carola auch Radschlepper.
Aufgrund der engen Zusammenarbeit zwischen der Übigauer Werft und der Technischen Hochschule (TH) Dresden wurde 1892 auf dem Werftgelände die erste Schiffbau-Versuchsanstalt Deutschlands gebaut und diente unter der Leitung von Bellingrath und dem von 1890 bis 1906 fungierenden Werftdirektor Berthold Masing zur wertvollen praktischen Erprobungen von verbesserten Schiffsformen. Um 1896 versuchte die preußische Regierung vergebens, die innovative Versuchsanstalt zu übernehmen, um sie zu einer geeigneten hydrologischen Anstalt zu erweitern.
1905/06 legten die Übigauer Werft und die ursprünglich von Schlick gegründete Werft, die bisher als Dresdner Maschinenfabrik & Schiffswerft AG Dresden-Neustadt firmiert hatte und Platzprobleme hatte, ihre Betriebe in Übigau zusammen. Sie hießen jetzt „Dresdner Maschinenfabrik & Schiffswerft Übigau AG“. Nach erfolgter Zusammenlegung mit Neubau der Gießerei, Umbauten und Modernisierungen anderer Werkstätten war damit eine sehr leistungsfähige Flussschiffswerft entstanden, die auch Landbagger, Dampfmaschinen zur landseitigen Stromerzeugung und Maschinen für Seeschiffe konstruierte und baute. Aktivitäten im Donauraum führten 1912 zur Errichtung einer Zweigwerft in Deggendorf, für die Maschinen und Kessel geliefert wurden. Teilweise wurde in Übigau eine Art Sektionsfertigung betrieben, die komplette Schiffe in Einzelteilen baute, die nach der Verschiffung in Regensburg nur noch zusammengesetzt und genietet wurden.
Nach dem Ersten Weltkrieg wurden der Werft viele Aufträge erteilt, um die Kriegsverluste zu ersetzen und Reparationsverpflichtungen zu erfüllen. Die folgende Inflation verursachte bei der Werft große Probleme und führte per Hauptversammlungsbeschluss 1923 zur Übernahme durch die 1849 entstandene Waggon- und Maschinenbau Görlitz (WUMAG), die danach unter Waggon- und Maschinenbau AG Görlitz, Abteilung Schiffswerft Übigau firmierte. 1927 wurde das Unternehmen in eine selbständige Aktiengesellschaft mit dem Namen Übigau AG, Schiffswerft, Maschinen- und Kesselfabrik ausgegliedert. Das betraf den Betrieb in Übigau und Deggendorf. Die Aktien wurden weitgehend von der WUMAG übernommen. Die Auftragslage blieb schwierig und man ergänzte das Lieferprogramm um Landbagger für den Tagebau. Die Wirtschaftskrise führte 1930 zum Konkurs und bald darauf zur Stilllegung der Werft und das Konkursverfahren mit der WUMAG als Hauptgläubigerin zog sich bis 1936 hin.
1931 ging aus den Resten der Übigau AG durch Umgründung die Gesellschaft Übigau für Baggerbau, Maschinenbau und Schiffbau mbH hervor. In dieser Zeit entstanden einige Eimer- und Saugbagger. 1935 wurde der Werftbetrieb als Übigau-Werft GmbH im bescheidenen Umfang im Reparatur- und Neubaubereich wieder aufgenommen. Als Neubauten wurden Eimer- und Saugbagger an Wasserbaubetriebe abgeliefert. Außerdem entstanden Schlepper mit anspruchsvollen Hochdruck-Dampfanlagen zum Antrieb. 1935 übersiedelte eine 1919 von zwei AG-Weser-Ingenieuren gegründete Lichtbogenschweißgesellschaft auf das vom Konkursverwalter ausgeschlachtete Werftgelände, übernahm die Maschinenbauhalle und firmierte als Dampfkesselfabrik Übigau. Mit rund 400 Mitarbeitern wurden Kessel repariert und neu gebaut. 1944 wurde eine große neue Halle gebaut, hier beteiligte sich die Firma mit 32 anderen am Sektionsbau der U-Boote vom Typ XXI, die in Hamburg, Bremen und Danzig endmontiert wurden.